# Biosimilar
Een biosimilar is een biologisch geneesmiddel dat soortgelijk is aan het origineel, waarvan het patent is verlopen. Een biological is een polypeptide waarvan de werkzame stof vervaardigd is door of afkomstig is van een levend organisme. Insuline is een van de eerste voorbeelden.
Een biosimilar is dus een nabootsing van het biologisch geneesmiddel waarvoor eerder een handelsvergunning is afgegeven, het innovatorproduct, ofwel het 'biologisch referentiegeneesmiddel'. Biosimilargeneesmiddelen en innovatorproducten worden doorgaans in gelijke dosering toegepast bij de behandeling van dezelfde aandoening.
Omdat biosimilarproducten soortgelijk zijn aan het innovatorproduct, maar niet identiek, wordt elk biosimilargeneesmiddel apart beoordeeld. Net als voor alle andere geneesmiddelen moet ook voor een biosimilar geneesmiddel een vergunning verkregen worden voordat het in de handel gebracht kan worden. De veiligheid van biosimilar geneesmiddelen wordt na de toelating – net als alle geneesmiddelen - voortdurend gecontroleerd.
Als een patiënt overstapt van het ene naar een ander biologisch geneesmiddel moet dit zorgvuldig gemonitord worden door de behandelend arts. Dit geldt zowel voor uitwisseling met het innovatorproduct als voor de uitwisseling van biosimilargeneesmiddelen onderling. In sommige landen zoals Duitsland en Spanje is substitutie van een biological door een biosimilar verboden.
De Nederlandse registratieautoriteit versoepelde op 31 maart 2015 haar standpunt ten opzichte van biosimilars. Het CBG constateerde dat er geen relevante verschillen zijn ten opzichte van een innovatorbiologisch geneesmiddel wat betreft kwaliteit, veiligheid en effectiviteit.

## Preferentiebeleid in Nederland
In Nederland is de discussie gaande, of het preferentiebeleid van de zorgverzekeraars uitgebreid kan worden naar de biologicals. De rechtbank in Den Haag sprak op 1 juni 2011 reeds uit dat wat betreft de WGP (Wet Geneesmiddelen Prijzen) mag worden uitgegaan van farmaceutische uitwisselbaarheid en niet van therapeutische uitwisselbaarheid. Het CVZ bracht op 29 september 2011 een bevestigend rapport uit. Dit gebeurde na consultatie van het CBG. Minister Schippers stelde op 7 december 2010 in antwoord op Kamervragen: "Voor biologische geneesmiddelen kan preferentiebeleid worden gevoerd."
De rechtbank Midden-Nederland oordeelde op 5 december 2014 dat het verzekeraar Achmea was toegestaan om artsen financieel te stimuleren om over te gaan op biosimilars.

## Therapeutisch preferentiebeleid bij biosimilars in Nederland
Van therapeutisch preferentiebeleid is sprake als een zorgverzekeraar binnen een groep van analoog werkzame stoffen, één stof voor vergoeding aanwijst.
Minister Klink van VWS schreef daarover in zijn begroting voor 2010:
“Ik sta overigens wel positief tegenover het principe van therapeutisch preferentiebeleid. Hier zal ik in de komende periode nader onderzoek naar laten verrichten, zodat dit mogelijkerwijs met ingang van 2012 gestalte kan worden gegeven. Om therapeutisch preferentiebeleid mogelijk te maken, is overigens een wijziging nodig van het Besluit zorgverzekering.”
Het hof te Arnhem wees op 24 mei 2011 vonnis in hoger beroep, dat de autonomie van de voorschrijvend arts in een onderhavig geval bevestigde. Het betrof hier de uitwisselbaarheid van adalimumab en infliximab.

## Biosimilars geregistreerd in Nederland
Een selectie uit biosimilars geregistreerd in Nederland:	
| Producent              | Product                | Werkzame stof |
| ---------------------- | ---------------------- | ------------- |
| EuroCept               | Abseamed               | epoëtine alfa |
| Sandoz                 | Binocrit               | epoëtine alfa |
| Biogen Netherlands     | Benepali               | etanercept    |
| AbZ-Pharma             | Biograstim             | filgrastim    |
| Accord Healthcare      | Accofil                | filgrastim    |
| Centrafarm             | Grastofil              | filgrastim    |
| Pfizer                 | Nivestim               | filgrastim    |
| Sandoz                 | Zarzio                 | filgrastim    |
| Teva Nederland         | Tevagrastim            | filgrastim    |
| Biogen Netherlands     | Flixabi                | infliximab    |
| Hospira Benelux        | Inflectra              | infliximab    |
| Diverse fabrikanten    | Remsima                | infliximab    |
| Ferring                | Zomacton               | somatropine   |
| Medcor Pharmaceuticals | Genotropin             | somatropine   |
| Medcor Pharmaceuticals | Norditropin            | somatropine   |
| Sandoz                 | Omnitrope              | somatropine   |
| BioPartners            | Somatropin Biopartners | somatropine   |

Omdat er in Nederland 187 insulines en 94 follitropines (verschillende sterktes/hulpstoffen) van verschillende aanbieders zijn geregistreerd, zijn ze voor bovenstaand overzicht buiten beschouwing gelaten. Bijgewerkt tot en met 30-05-2017.